# Combat Mission: Fortress Italy
Combat Mission: Fortress Italy est un jeu vidéo de type wargame développé et édité par Battlefront.com, sorti en 2012 sur Windows et Mac.

## Accueil
- Canard PC : 7/10[1]